# Люценко, Александр Ефимович
Александр Ефимович Люценко (12 августа 1806 — 9 февраля 1884, Санкт-Петербург) — российский инженер, преподаватель и археолог, музейный деятель и научный писатель; сын писателя и чиновника Ефима Петровича Люценко.

## Биография
В 1821 году поступил в военно-строительное училище, в 1823 году был выпущен из него прапорщиком в строительный отряд с прикомандированием к институту корпуса инженеров путей сообщения, а в следующем году переведён в корпус инженеров путей сообщения; в 1826 году, имея уже звание поручика, был определён на действительную службу в V Киевский округ. Находясь в округе, Люценко между прочими работами производил в 1827 году изыскания в Ямпольских порогах на реке Днестре для определения мест к улучшению судоходства. В 1828 году был командирован на Днестр, в Херсонскую губернию, где собрал сведения как по этой губернии так и по Молдавии и в Бессарабии об удобных местах для строительства мельниц. В 1830 году был назначен членом в ревизионную и техническую комиссию при главном управлении путей сообщения. В 1838 году перешёл в училище гражданских инженеров для преподавания правил производства работ, составления технических и денежных отчётов и правил письмоводства. В 1841 году был переведён из комиссии в дирекцию военных сообщений Кавказского края, а в 1843 году при новом разделении округов путей сообщения стал членом общего присутствия правления VIIІ Кавказского округа путей сообщения. В 1850 году получил звание полковника. Интересуясь древней историей и античной нумизматикой, собрал небольшую коллекцию древнегреческих монет, которой обратил на себя внимание Л. А. Перовского, заведовавшего тогда правительственными археологическими раскопками на юге России. По приглашению последнего занял в 1853 году место директора Керченского музея древностей.
В течение 25-летней службы при музее Люценко, бывший его директором до 1878 года, производил раскопки в окрестностях Керчи и на Таманском полуострове, а жил прямо при музее с младшим братом. Его открытия обогатили Эрмитаж целым рядом драгоценных художественных произведений Древнего мира. Ему же наука обязана изучением «Луговой могилы, или Александропольского Кургана» (Екатеринославская губерния, ныне Днепропетровская область Украины), приведшим к открытию скифских древностей, ставших впоследствии одним из украшений Эрмитажа (в Географическом словаре эта заслуга ошибочно приписывается П. С. Савельеву). Страстно любя свои раскопки, которые прерывал только на время непродолжительной южной зимы, Люценко проводил почти все время на курганах и древних пепелищах и за составлением обстоятельных отчётов о своих работах. К концу 1860-х годов Люценко начал болеть, в 1869 году впервые попросил четырёхмесячный отпуск, после которого его здоровье лишь ещё больше расстроилось, а затем начал ходатайствовать об увольнении и выделении ему земельного участка под Феодосией, однако его прошение не было удовлетворено. В 1878 году, из-за резкого ухудшения здоровья от частого пребывания в сырых могильных подземельях, его отставка всё же была принята, после чего он переехал в Петербург, где скончался спустя шесть лет. Женат не был; на момент выхода в отставку имел ранг статского советника, за свою научную деятельность имел множество наград, в том числе ордена Св. Владимира 4 и 3 степеней, Св. Анны 3 и 2 степеней, Св. Станислава 1 степени, бронзовую медаль в память о Крымской войне и вручённый ему в 1871 году Знак отличия беспорочной службы за 30 лет. Несмотря на признание и награды, последние годы своей жизни провёл в одиночестве и бедности.
Работы его авторства: «О древних княжеских монетах Ростова, Углича и Ярославля» («Труды Ярославского статистического комитета», выпуск V, 1869), «Древние еврейские надгробные памятники, открытые в насыпях Фанагорийского городища» (Санкт-Петербург, 1880).